# Radar d'obertura sintètica

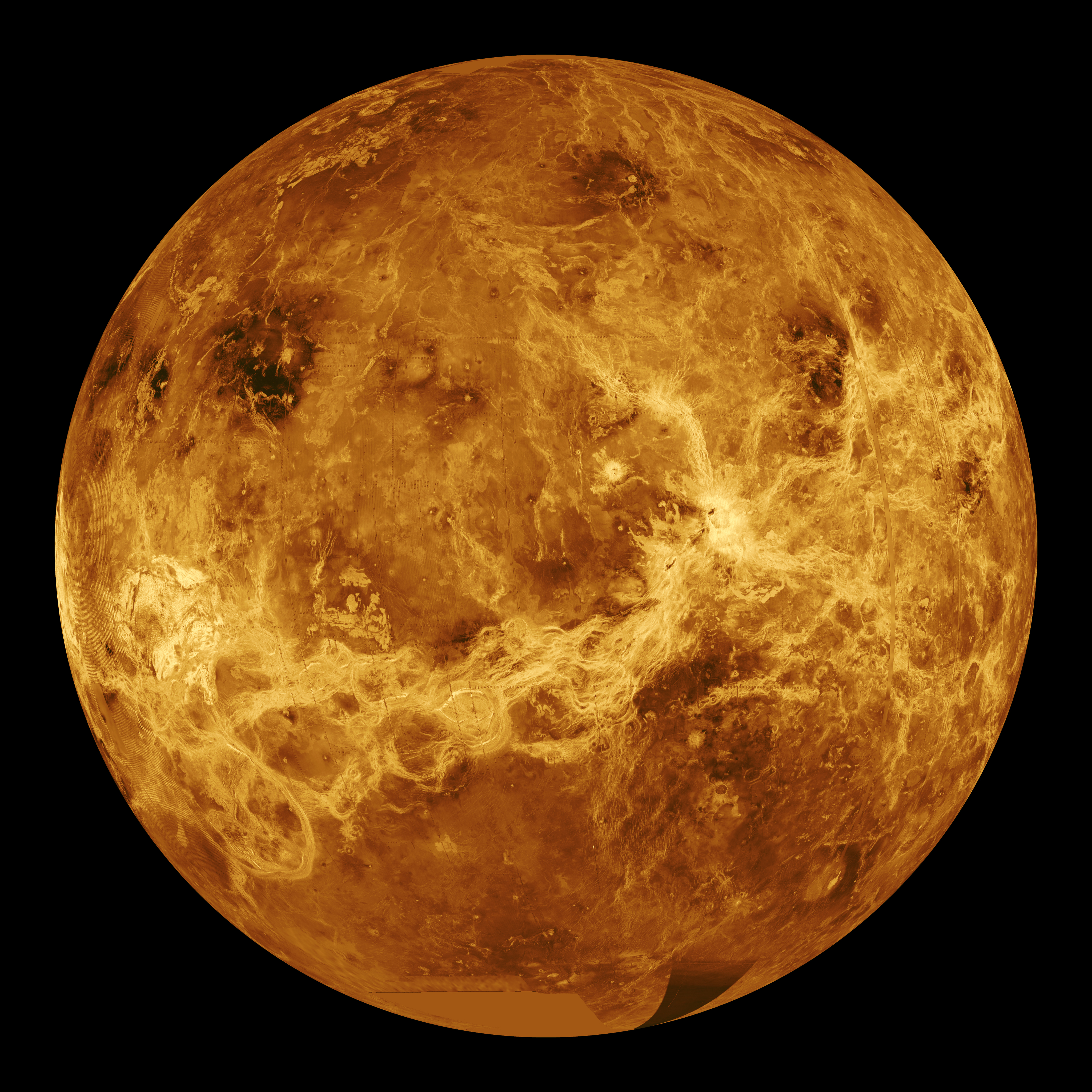
Imatge de la superfície de Venus cartografiada pel SAR de la sonda Magallanes.

Un  Radar d'Obertura Sintètica  (acrònim SAR, de l'anglès  Synthetic Aperture Radar ) és un tipus de sistema radar. Consisteix a processar mitjançant algoritmes la informació capturada per l'antena del radar. Aquest processament busca combinar la informació obtinguda en diversos escombrats de l'antena per recrear un sol "escombrat virtual". Al final el sistema radar proporciona el mateix rendiment que donaria si estigués equipat amb una antena molt més gran i directiva que la que té en realitat. El seu ús es limitava, en la seva creació, a casos en què el radar estava en moviment i els blancs relativament immòbils (avions). També s'ha usat profusament en aplicacions de teledetecció i en cartografia.

## Funcionament bàsic

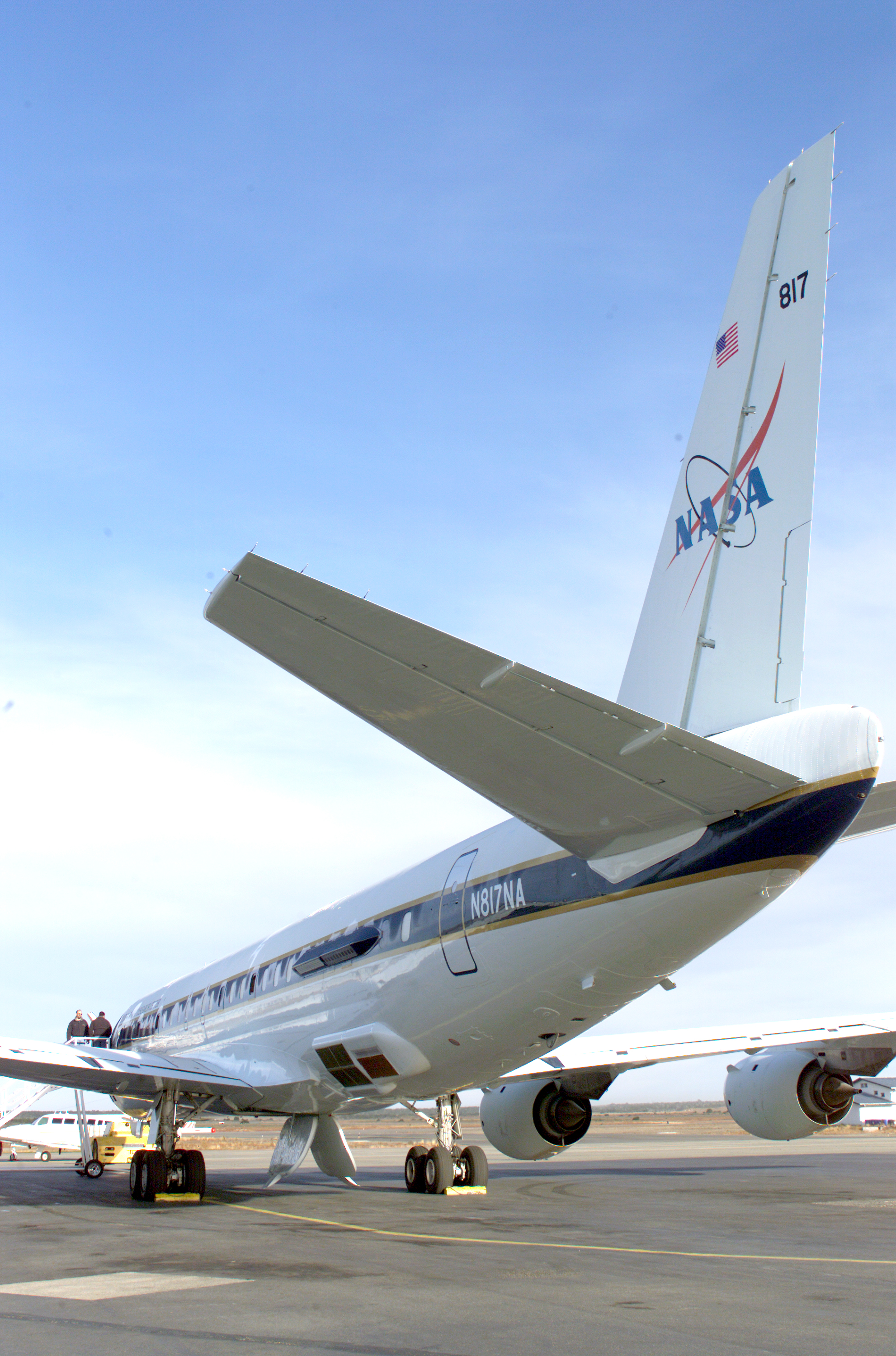
Douglas DC-8 equipat amb un sistema SAR de la NASA.

En una aplicació SAR típica s'acobla una antena de radar en un lateral del fuselatge d'una aeronau. A causa dels fenòmens de difracció, per obtenir un feix de radiació estret es necessitaria una antena molt gran, que evidentment no pot ser instal·lada en un avió. Per tant, els polsos emesos pel radar de l'avió seran amples. El sistema es configura de manera que el pols sigui ample en la direcció vertical: típicament luminarà el terreny des immediatament sota l'avió fins a l'horitzó.
Si el terreny és aproximadament pla, el temps que triguen a arribar els diferents ecos permet distingir punts del terreny situats a diferents distàncies en la línia de trajectòria de la nau: si l'eco triga "t" s a tornar a l'antena, nosaltres reconeixem que s'ha reflectit per un punt situat aproximadament a una distància {\displaystyle r={c\cdot t \over 2}}, on" c "és la velocitat de la llum. Distingir punts al llarg de la trajectòria de l'avió és difícil amb una antena petita. No obstant això, si es va guardant informació d'amplitud i fase de cada senyal reflectit en un determinat punt del terreny i la nau va emetent una ràfega de polsos a mesura que avança, llavors serà possible combinar els resultats d'aquests polsos. En resum: una antena petita emet una sèrie de polsos consecutius, rep una sèrie d'ecos i els combina de manera que sembli que és una sola observació (simultània) d'una antena gran. S'ha creat una "obertura sintètica" molt més gran que la longitud real de l'antena i de fet molt més gran que el mateix avió.
Combinar les sèries d'observacions és computacionalment molt costós. Normalment no es fa a bord de l'avió, sinó que les observacions s'envien a estacions terrestres i allí es combinen utilitzant tècniques basades en transformades de Fourier. El resultat és un "mapa de reflectivitat radar". De cada punt del terreny es sabrà com distorsiona l'amplitud i la fase del pols. En les aplicacions més simples la informació de fase es rebutja. A partir de la informació d'amplitud es poden extreure multitud de dades sobre la superfície. Aquests mapes no són fàcils d'interpretar. En l'actualitat s'està recopilant informació experimental resultat de sobrevolar amb vols de prova terrenys ja coneguts.
Abans que hi hagués ordinadors ràpids, el postprocessat es feia usant tècniques hologràfiques. El SAR s'ha usat en radioastronomia durant molts anys simulant un radiotelescopi gegant combinant observacions de múltiples localitats usant antenes mòbils.